# Bahnhof Heidelberg-Altstadt
Der Bahnhof Heidelberg-Altstadt (auch als Karlstorbahnhof bezeichnet) ist ein Bahnhof am östlichen Rand der Altstadt von Heidelberg. Bis zum 13. Dezember 2008 hieß der Bahnhof Heidelberg Karlstor.

## Empfangsgebäude
Das ursprüngliche Empfangsgebäude wurde beim Bau der Neckartalbahn in den Jahren 1872 und 1873 gegenüber dem Karlstor errichtet. Der heutige Bau ist das Resultat eines Umbaus von 1934 bis 1936. Das Gebäude steht unter Denkmalschutz.

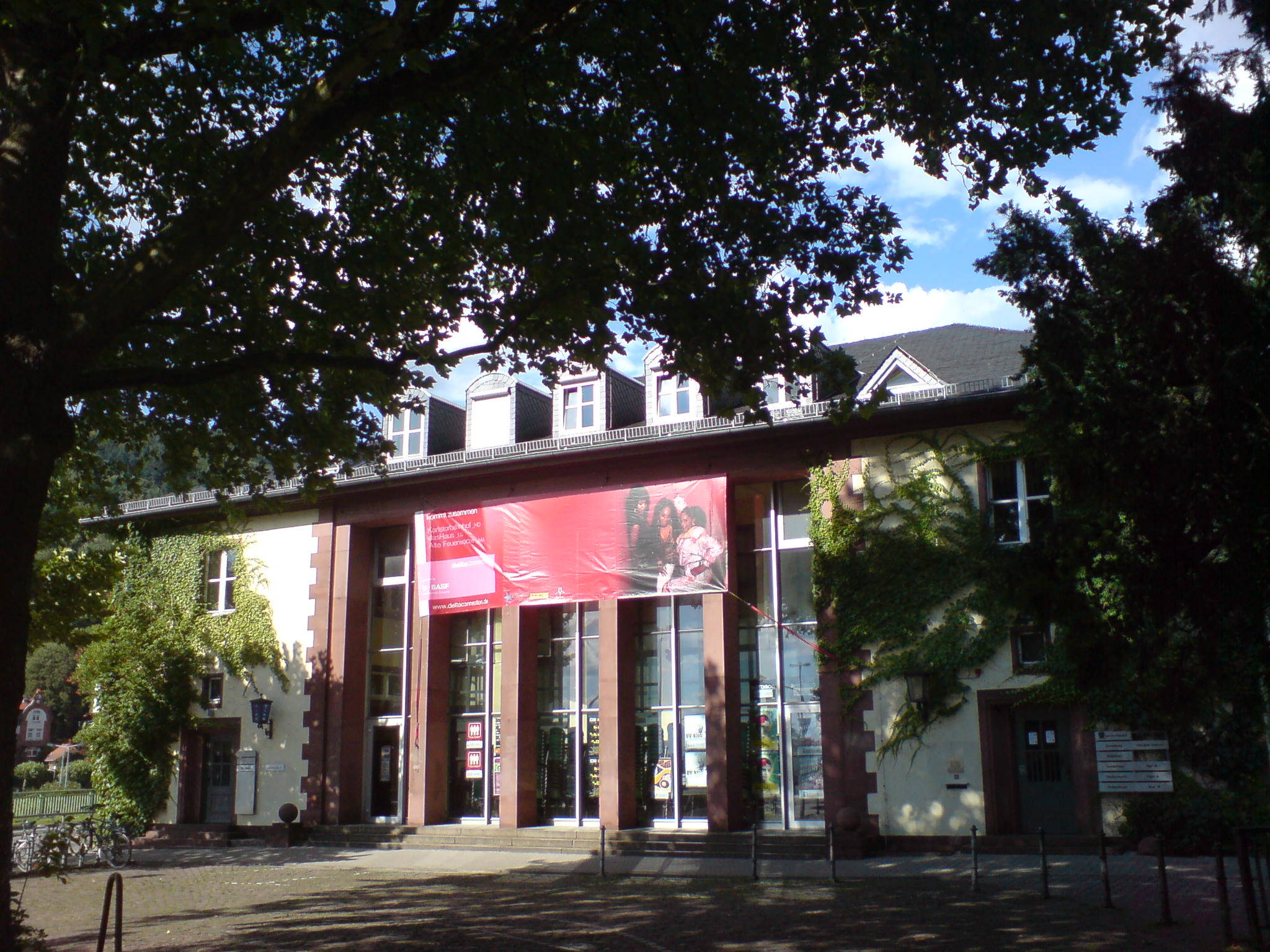
Kulturzentrum Karlstorbahnhof (2007)

1983 wurde es für 2,5 Millionen Deutsche Mark zu einem städtischen Bürogebäude umgebaut, und beherbergte von 1995 bis 2022 das Kulturzentrum Karlstorbahnhof, für das sich Oberbürgermeisterin Beate Weber eingesetzt hatte. Mit einem breiten Programm von täglichen Kinovorstellungen, Konzerten und Lesungen sowie Ausstellungen und kleineren Festivals stellte es 27 Jahre lang im ehemaligen Empfangsgebäude einen elementaren Bestandteil der Heidelberger Kulturlandschaft dar. Am 28. Oktober 2022 erfolgte der gemeinsame Umzug des Kulturzentrums in die Heidelberger Südstadt.

## Verkehr

### Bahnverkehr
Seit 2004 ist der Bahnhof ein Halt im Netz der S-Bahn Rhein-Neckar, für den östlich des ehemaligen Empfangsgebäudes eine neue Bahnsteiganlage mit zwei Seitenbahnsteigen gebaut wurde. Zum Fahrplanwechsel 2008/2009 am 14. Dezember 2008 erhielt der Bahnhof seine heutige Bezeichnung, Heidelberg-Altstadt.
| Linie | Verlauf | Takt      |
| ----- | --- | --------- |
| S 1   | Homburg (Saar) Hbf – Bruchmühlbach-Miesau – Hauptstuhl – Landstuhl – Kindsbach – Einsiedlerhof – Vogelweh – Kennelgarten – Kaiserslautern Hbf – Hochspeyer – Frankenstein (Pfalz) – Weidenthal – Neidenfels – Lambrecht (Pfalz) – Neustadt (Weinstr) Hbf – Neustadt (Weinstr)-Böbig – Haßloch (Pfalz) – Böhl-Iggelheim – Schifferstadt – Limburgerhof – (Ludwigshafen-Rheingönheim – Ludwigshafen-Mundenheim –) (einzelne Züge) Ludwigshafen (Rhein) Hbf – Ludwigshafen (Rhein) Mitte – Mannheim Hbf – Mannheim ARENA/Maimarkt – Mannheim-Seckenheim – Mannheim-Friedrichsfeld Süd – Heidelberg-Pfaffengrund/Wieblingen – Heidelberg Hbf – Heidelberg-Weststadt/Südstadt – Heidelberg-Altstadt – Heidelberg-Schlierbach/Ziegelhausen – Heidelberg Orthopädie – Neckargemünd – Neckargemünd Altstadt – Neckarsteinach – Neckarhausen (b Neckarsteinach) – Hirschhorn (Neckar) – Eberbach – Lindach – Zwingenberg (Baden) – Neckargerach – Binau – Mosbach‐Neckarelz – Mosbach West – Mosbach (Baden) – Neckarburken – Dallau – Auerbach (b Mosbach) – Oberschefflenz – Eicholzheim – Seckach – Zimmern bei Seckach – Adelsheim Nord – Osterburken Stand: Fahrplanwechsel Dezember 2021 | 60 min    |
| S 2   | Kaiserslautern Hbf – Hochspeyer – Frankenstein (Pfalz) – Weidenthal – Neidenfels – Lambrecht (Pfalz) – Neustadt (Weinstr) Hbf – Neustadt (Weinstr)-Böbig – Haßloch (Pfalz) – Böhl-Iggelheim – Schifferstadt – Limburgerhof – Ludwigshafen-Rheingönheim – Ludwigshafen-Mundenheim – Ludwigshafen (Rhein) Hbf – Ludwigshafen (Rhein) Mitte – Mannheim Hbf – Mannheim ARENA/Maimarkt – Mannheim-Seckenheim – Mannheim-Friedrichsfeld Süd – Heidelberg-Pfaffengrund/Wieblingen – Heidelberg Hbf – Heidelberg-Weststadt/Südstadt – Heidelberg-Altstadt – Heidelberg-Schlierbach/Ziegelhausen – Heidelberg Orthopädie – Neckargemünd – Neckargemünd Altstadt – Neckarsteinach – Neckarhausen (b Neckarsteinach) – Hirschhorn (Neckar) – Eberbach – Lindach – Zwingenberg (Baden) – Neckargerach – Binau – Mosbach‐Neckarelz – Mosbach West – Mosbach (Baden) Stand: Fahrplanwechsel Dezember 2021 | 60 min    |
| S 5   | Heidelberg Hbf – Heidelberg-Weststadt/Südstadt – Heidelberg-Altstadt – Heidelberg-Schlierbach/Ziegelhausen – Heidelberg Orthopädie – Neckargemünd – Bammental – Reilsheim – Mauer (b Heidelberg) – Meckesheim – Zuzenhausen – Hoffenheim – Sinsheim (Elsenz) Hbf – Sinsheim Museum/Arena – Steinsfurt – Reihen – Ittlingen – Richen – Eppingen Heidelberg–Meckesheim teilweise vereinigt mit S 51 nach Aglasterhausen Stand: Fahrplanwechsel Dezember 2021 | 30/60 min |
| S 51  | Heidelberg Hbf – Heidelberg-Weststadt/Südstadt – Heidelberg-Altstadt – Heidelberg-Schlierbach/Ziegelhausen – Heidelberg Orthopädie – Neckargemünd – Bammental – Reilsheim – Mauer (b Heidelberg) – Meckesheim – Eschelbronn – Neidenstein – Waibstadt – Neckarbischofsheim Nord – Helmstadt (Baden) – Aglasterhausen Heidelberg–Meckesheim vereinigt mit S 5 nach Eppingen Stand: Fahrplanwechsel Dezember 2021 | 60 min    |

### Busverkehr
Der Bahnhof wird durch mehrere Buslinien des Heidelberger Nahverkehrs bedient.